# Buggerru
Buggerru är en ort och kommun i provinsen Sydsardinien i regionen Sardinien i sydvästra Italien. Kommunen hade 1 057 invånare (2017).